# Vliegvissen

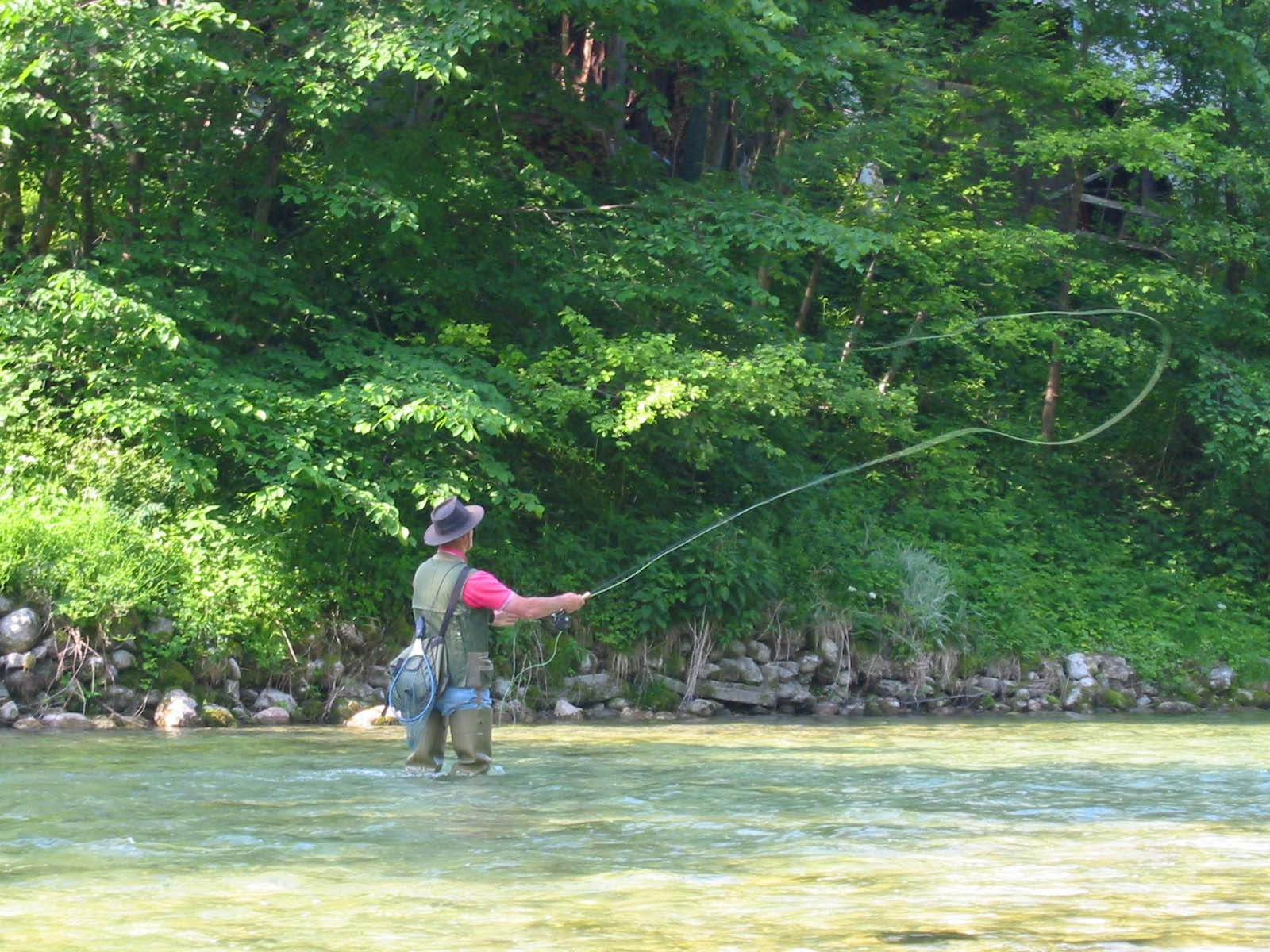
Vliegvisser

Vliegvissen is een tak van hengelsport waarbij gebruikgemaakt wordt van het gewicht van de lijn om het aas te werpen. Het aas bestaat meestal uit een haak, waaraan op speciale wijze veertjes en of haartjes worden gebonden, zodat er een overeenkomst ontstaat met natuurlijk aanwezige prooidieren.

## Vliegenhengel

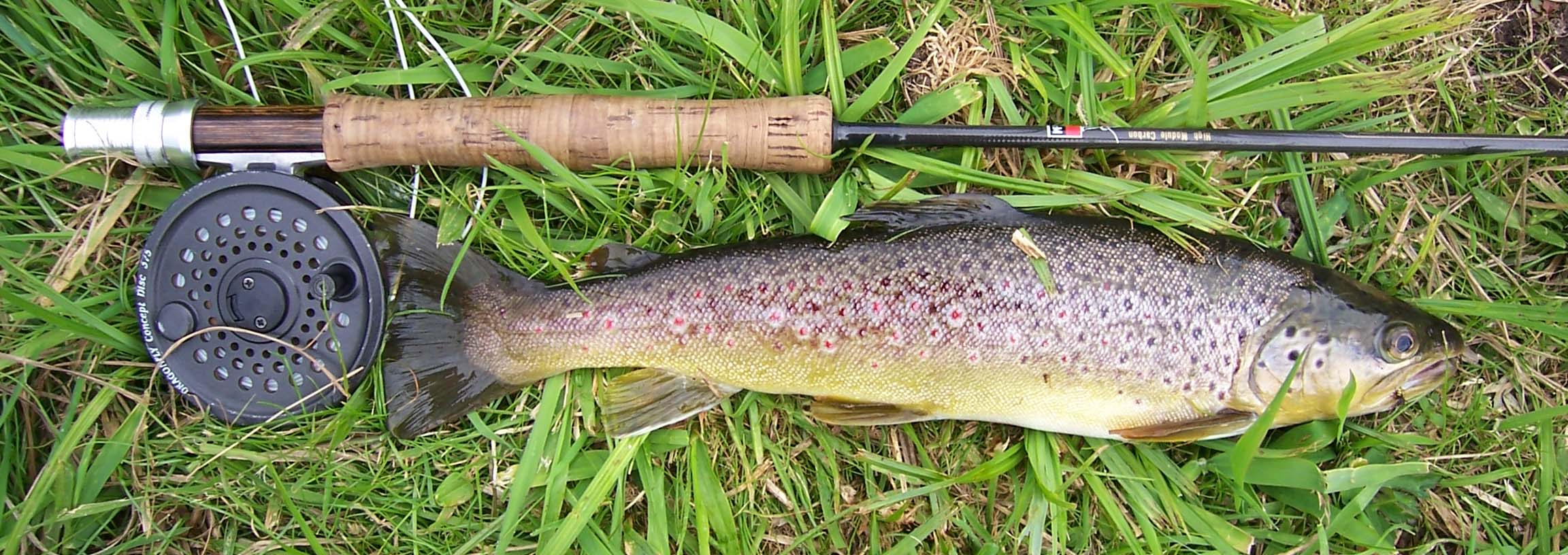
Hengel en beekforel

Vliegenhengels zijn herkenbaar aan de reelhouder aan het uiteinde van de hengel en zijn ook vaak voorzien van slangenogen om de vliegenlijn te geleiden. Vliegenhengels worden meestal van koolstofvezel gemaakt, maar ook gelijmde strippen bamboe (split cane) zijn zeer bruikbaar vanwege hun stijfheid. De hengel brengt de beweging van arm en pols over naar de tip die een versnelling en vertraging ondergaat. Afhankelijk van de stijfheid en lengte van de hengel wordt bij de top een hogere of lagere lijnsnelheid bereikt. Belangrijk bij de werpeigenschappen is ook swirling (energieverlies door het draaien van de hengeltop). De stijfheid van de hengel is afhankelijk van de opbouw, hoe meer buiging in het gedeelte dicht bij de handgreep, hoe minder stijf de hengel wordt. Stijve hengels geven goede werpprestaties, maar zijn niet altijd het prettigst om mee te vissen.
Vliegenhengels zijn er in verschillende klasses, afhankelijk van het te werpen lijngewicht.
- Aftma 0 - 2 lichte hengels voor delicate visserij
- Aftma 2 - 4 lichte hengels voor de Nederlandse visserij
- Aftma 5 - 6 Allround hengels (tegenwoordig al als redelijk zwaar gezien)
- Aftma 7 - 8 Lichte hengels voor zalm en zeeforel, vissen op snoek met streamers
- Aftma 9 - 10 Zware hengels voor snoek en zalm, zeevisserij
- Aftma 11 - 15 Big game hengels (Trachinotus falcatus, goudmakreel, tonijn, zeilvis)

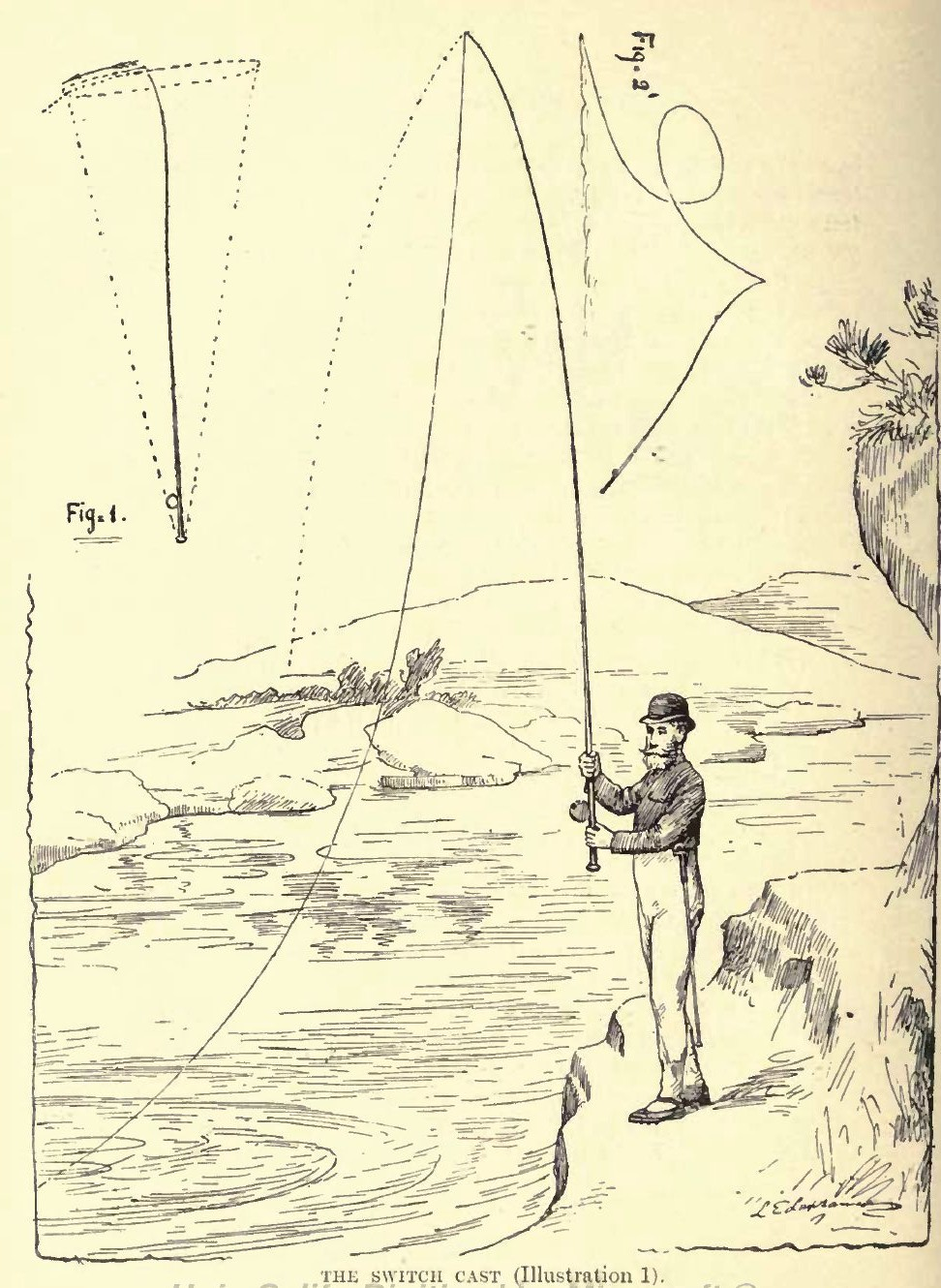
Spey casting: illustratie uit 1895

Verder zijn er nog de Spey-hengels; zeer lange hengels die tweehandig worden geworpen en bedoeld voor de vangst van zalm en regenboogforel. Ze zijn herkenbaar aan de handgreep onder de reelhouder. Ze danken hun naam aan het vissen op zalm in de rivier de Spey in Schotland.
Een andere methode is de "tenkara" hengel. Een vaste telescopische hengel (zonder reel) met een dunne lijn, die in Japan wordt gebruikt om met kunstvliegen op de plaatselijke salmoniden te vissen. De methode wordt nu ook in de Verenigde Staten van Amerika populair en biedt als voordelen een zeer nauwkeurige presentatie van de vlieg en een minder gecompliceerde uitrusting.
De keuze van een vliegenhengel is belangrijk en persoonlijk, omdat een groot gedeelte van de visserij bestaat uit het werpen en het op de juiste wijze presenteren van de vlieg, zodat de vis niet wordt verschrikt. De vliegenhengel wordt een verlengde van de arm.

## Werpen en lijnen
De lijn bestaat in verschillende gewichtsklassen. De AFTMA indeling is daarin het meest gebruikt. Deze loopt van #1 tot #15 en is een maat voor het gewicht van de eerste negen meter lijn. Vliegenlijnen lopen in meerdere of mindere mate taps toe en kunnen drijvend, bijna zwevend of zinkend zijn uitgevoerd.
Aan de lijn wordt een zogenaamde voorslag (vaak gemaakt van nylon) bevestigd die ook taps toeloopt. Aan het dunste gedeelte (einde) wordt de kunstvlieg bevestigd.
Het werpen met een vliegenlijn is een interessant fysisch fenomeen. De lijn volgt een versnelling met een abrupte stop van de top van de hengel. Daardoor ontstaat een soort lopende golf, die in het jargon een "loop" wordt genoemd. Door het taps zijn van de lijn wordt de impuls overgedragen op een steeds dunner stuk lijn, zodat de snelheid van de golf gaat toenemen. Daardoor zullen de vliegenlijn en voorslag zich gaan strekken. Als de lijn volledig gestrekt is heeft hij nog steeds snelheid, zodat de visser op dat moment een hoeveelheid lijn extra kan toevoegen. Door het maken van valse worpen kan steeds meer lijn aan het eind van elke worp buiten de hengel worden gebracht.

## Mogelijkheden
Omdat het kleine aas op zicht wordt gevonden is vliegvissen vooral effectief op helder en niet al te diep water. Het maakt het mogelijk kleine aassoorten op een subtiele wijze naar de vis te transporteren. Vliegvissen wordt dan ook vooral beoefend in heldere bergstromen, meren, ondiepe kustgedeeltes ("flats") en begroeid polderwater. Desondanks zijn er steeds meer specialismen waarmee ook grote rivieren en havens bevist kunnen worden.

## Kunstvliegen
We onderscheiden:

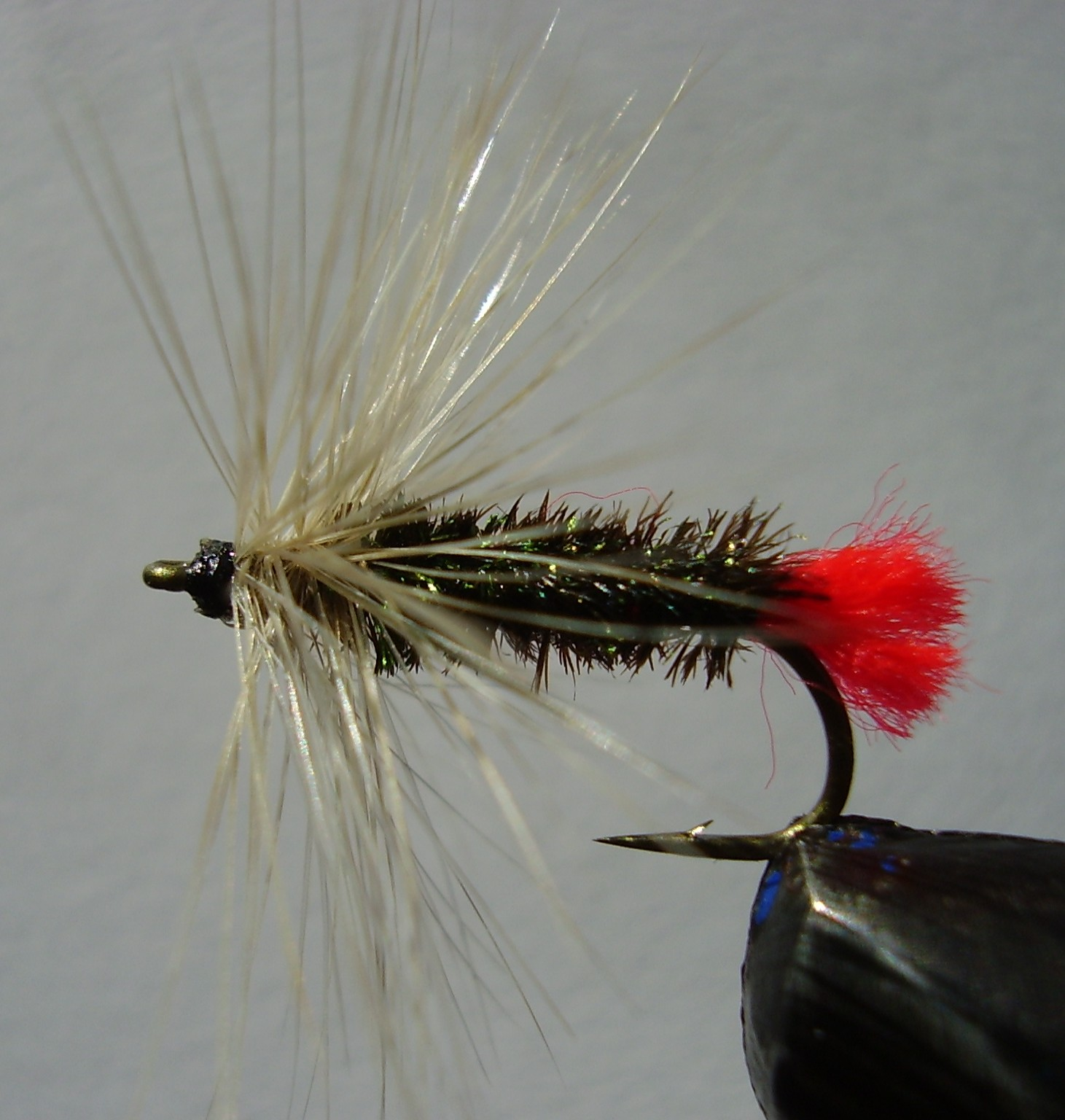
Red Tag, een droge vlieg

- De droge vlieg - Imiteert in het water gevallen insecten, of uitkomende haften en wordt boven het wateroppervlak of gesopt (lees: in de wateroppervlakte) gevist
- De natte vlieg - Lijkt wat op droge vlieg en wordt in het wateroppervlak of net daaronder gevist
- De nimf - Imitatie van haften, vlokreeftjes, steenvlieglarven of jufferlarven. Wordt onder het wateroppervlak gevist.
- De streamer - Imitatie van een visje of een grotere prooi als een bloedzuiger. Wordt eveneens onder het wateroppervlak gevist.

Het binden van de kunstvliegen is een hobby op zich, waarbij de jachtachtergrond van de vliegvisserij opvalt. Klassieke vliegen worden gebonden van haartjes en veertjes van allerlei jachtwild (haas, patrijs (vogel), fazant etc.). Tegenwoordig wordt ook veel gebruikgemaakt van kunstmatige materialen. Bij het binden wordt gebruikgemaakt van een minibankschroefje, dat "vise" wordt genoemd.